# Fußballnationalmannschaft der Vereinigten Arabischen Emirate/Weltmeisterschaften
Der Artikel beinhaltet eine ausführliche Darstellung der Fußballnationalmannschaft der Vereinigten Arabischen Emirate bei Weltmeisterschaften. Die Vereinigten Arabischen Emirate konnten sich bisher erst einmal für eine Fußballweltmeisterschafts-Endrunde qualifizieren. In der ewigen Tabelle der WM-Endrundenteilnehmer belegen die Vereinigten Arabischen Emirate zusammen mit Panama den 74. Platz.

## Überblick
| Jahr | Gastgeberland  | Teilnahme bis …    | Letzte(r) Gegner                    | Ergebnis | Trainer                 | Bemerkungen und Besonderheiten |
| ---- | -------------- | ------------------ | ----------------------------------- | -------- | ----------------------- | --- |
| 1930 | Uruguay        | nicht teilgenommen |                                     |          |                         | kein selbständiger Staat |
| 1934 | Italien        | nicht teilgenommen |                                     |          |                         | kein selbständiger Staat |
| 1938 | Frankreich     | nicht teilgenommen |                                     |          |                         | kein selbständiger Staat |
| 1950 | Brasilien      | nicht teilgenommen |                                     |          |                         | kein selbständiger Staat |
| 1954 | Schweiz        | nicht teilgenommen |                                     |          |                         | kein selbständiger Staat |
| 1958 | Schweden       | nicht teilgenommen |                                     |          |                         | kein selbständiger Staat |
| 1962 | Chile          | nicht teilgenommen |                                     |          |                         | kein selbständiger Staat |
| 1966 | England        | nicht teilgenommen |                                     |          |                         | kein selbständiger Staat |
| 1970 | Mexiko         | nicht teilgenommen |                                     |          |                         | kein selbständiger Staat |
| 1974 | Deutschland    | nicht teilgenommen |                                     |          |                         | kein FIFA-Mitglied |
| 1978 | Argentinien    | zurückgezogen      |                                     |          |                         | |
| 1982 | Spanien        | nicht teilgenommen |                                     |          |                         | |
| 1986 | Mexiko         | nicht qualifiziert |                                     |          |                         | In der Qualifikation im Westasien-Halbfinale am Irak gescheitert.                                                                                                   |
| 1990 | Italien        | Vorrunde           | Kolumbien, Deutschland, Jugoslawien | 24.      | Carlos Alberto Parreira | Nach drei Niederlagen als Gruppenletzter ausgeschieden. |
| 1994 | USA            | nicht qualifiziert |                                     |          |                         | In der Qualifikation in der 1. Runde an Japan gescheitert, das sich ebenfalls nicht qualifizieren konnte.                                                           |
| 1998 | Frankreich     | nicht qualifiziert |                                     |          |                         | In der Qualifikation in der 2. Runde an Südkorea und erneut an Japan gescheitert.                                                                                   |
| 2002 | Südkorea/Japan | nicht qualifiziert |                                     |          |                         | In der Qualifikation in der 2. Runde in den Play-offs der Gruppenzweiten am Iran gescheitert, der sich ebenfalls nicht qualifizieren konnte.                        |
| 2006 | Deutschland    | nicht qualifiziert |                                     |          |                         | In der Qualifikation in der 2. Runde an Nordkorea gescheitert, das sich ebenfalls nicht qualifizieren konnte.                                                       |
| 2010 | Südafrika      | nicht qualifiziert |                                     |          |                         | In der Qualifikation in der 4. Runde als Gruppenletzter gescheitert.                                                                                                |
| 2014 | Brasilien      | nicht qualifiziert |                                     |          |                         | In der Qualifikation in der 3. Runde als Gruppenletzter gescheitert.                                                                                                |
| 2018 | Russland       | nicht qualifiziert |                                     |          |                         | In der Qualifikation in der dritten Runde an Japan, Saudi-Arabien und Australien gescheitert.                                                                       |
| 2022 | Katar          | nicht qualifiziert |                                     |          |                         | In der Qualifikation wurde in der dritten Runde hinter dem Iran und Südkorea der dritte Platz belegt. In der vierten Runde scheiterte die Mannschaft an Australien. |

Statistik (Angaben inkl. 2022: 22 Weltmeisterschaften)

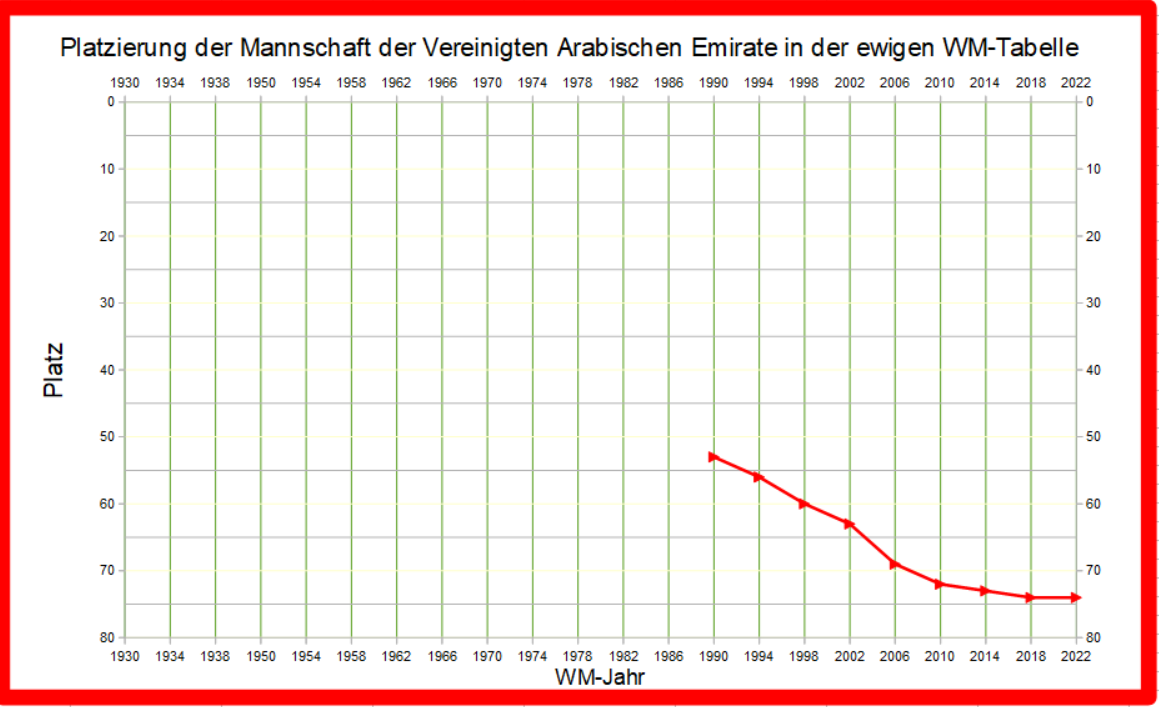
Platzierung der Mannschaft der Vereinigten Arabischen Emirate in der ewigen WM-Tabelle

- Keine Teilnahme: 11× (50 %; 1930, 1934, 1938, 1950, 1954, 1958, 1962, 1966, 1970, 1974 und 1982)
- Zurückgezogen: 1× (4,5 %; 1978)
- Nicht qualifiziert: 9× (40,9 %; 1986, 1994, 1998, 2002, 2006, 2010, 2014, 2018 und 2022)
- Sportliche Qualifikation: 1× (4,5 % bzw. bei 10 % der Versuche)
  - Vorrunde: 1× (4,5 %; 1990)

## WM-Turniere

### Weltmeisterschaften 1930 bis 1974
Die aus den Trucial States, einem britischen Protektorat hervorgegangenen Vereinigten Arabischen Emirate wurden am 2. Dezember 1971 unabhängig. Die United Arab Emirates Football Association wurde im gleichen Jahr gegründet, aber erst 1974 in die FIFA aufgenommen. Daher konnten die Vereinigten Arabischen Emirate an den ersten zehn WM-Turnieren nicht teilnehmen.

### 1978
Für die WM in Argentinien wollten sich die Vereinigten Arabischen Emirate erstmals qualifizieren. Sie sollten gegen Kuwait, Bahrain und Katar antreten, zogen dann aber zurück.

### 1982
An der Qualifikation für die WM in Spanien nahm die Mannschaft dann auch nicht teil.

### 1986
In der Qualifikation für die zweite WM in Mexiko nahmen die Vereinigten Arabischen Emirate dann teil. Den West- und Ostasiatischen Mannschaften wurde je ein Startplatz zugesprochen. In der ersten Runde sollten die VAE gegen Saudi-Arabien, das die Fußball-Asienmeisterschaft 1984 gewonnen hatte, und den Oman antreten, dieser hatte aber nach der Auslosung zurückgezogen. Am 12. April 1985 bestritten die VAE in Riad ihr erstes WM-Qualifikationsspiel und erreichten gegen den Asienmeister ein 0:0. Mit einem 1:0 im Rückspiel in Dubai eine Woche später erreichten sie die nächste Runde. Hier trafen sie auf den Irak und verloren das Heimspiel mit 2:3. Zwar konnten sie das Auswärtsspiel mit 2:1 gewinnen, aber aufgrund der Auswärtstorregel schieden sie aus. Der Irak konnte sich dann anschließend gegen Syrien zum bisher einzigen Mal für die WM-Endrunde qualifizieren.

### 1990
In der Qualifikation für die zweite WM in Italien sollte die Mannschaft in der 1. Gruppenphase gegen Kuwait, Pakistan und den Südjemen antreten. Letzterer zog aber zurück, so dass nur vier Spiele zu bestreiten waren. Mit drei Siegen und einer Niederlage wurde der erste Platz vor den punktgleichen Kuwaitis belegt, da die VAE die bessere Tordifferenz hatten. Pakistan hatte alle Spiele verloren, aber die Gegentore waren für das Weiterkommen der VAE verantwortlich. In der Asien-Endrunde, die in Singapur und Malaysia ausgetragen wurde, belegten die Vereinigten Arabischen Emirate hinter Südkorea den zweiten Platz vor Katar, China, Saudi-Arabien und Nordkorea. Damit hatten sie sich zusammen mit Südkorea für die WM-Endrunde qualifiziert. Sie hatten dabei zwar nur ein Spiel gewonnen, aber auch kein Spiel verloren.
In Italien trafen sie in ihrem ersten WM-Spiel auf Kolumbien, das sich erstmals seit 1962 wieder qualifiziert hatte. 49 Minuten lang hielten sie das 0:0, mussten dann aber noch zwei Gegentore hinnehmen. Im zweiten Spiel gegen den späteren Weltmeister Deutschland hielten sie bei Blitz und Donner im strömenden Regen 35 Minuten lang das 0:0 gegen stürmisch angreifende Deutsche. Dann gelangen Rudi Völler und Jürgen Klinsmann innerhalb einer Minute zwei Tore. Immerhin erzielte Khalid Ismaïl Mubarak unmittelbar nach der Halbzeitpause mit dem zwischenzeitlichen 1:2 das erste WM-Tor für die VAE. Danach erhöhte die deutsche Mannschaft wieder den Druck und kam zu einem ungefährdeten 5:1-Sieg, der auch höher hätte ausfallen können. Gegen Jugoslawien erzielten sie auch wieder das zwischenzeitliche 1:2, verloren dann aber noch mit 1:4, bei dem Khalil Ghanim Mubarak die Rote Karte sah. Damit verabschiedeten sich die Emirate für mindestens 32 Jahre von der WM-Bühne. Trainiert hatte sie der Brasilianer Carlos Alberto Parreira, der vier Jahre später sein Heimatland zum vierten WM-Titel führte.

### 1994
Vier Jahre später misslang dann wieder die Qualifikation. In der ersten Qualifikationsrunde für die WM in den USA belegten die VAE hinter Japan bei Turnieren in Japan und den Vereinigten Arabischen Emiraten nur den zweiten Platz vor Thailand, Bangladesch und Sri Lanka. Japan konnte sich dann aber auch nicht für die WM-Endrunde qualifizieren.

### 1998
In der Qualifikation für die zweite WM in Frankreich setzten sich die VAE in der ersten Runde bei Turnieren in Bahrain und den Vereinigten Arabischen Emiraten gegen Jordanien und Bahrain durch, gaben dabei nur einen Punkt ab und kassierten nur ein Gegentor. In der zweiten Runde wurde aber hinter Südkorea und Japan, das sich erstmals qualifizierte, nur der dritte Platz vor Usbekistan und Kasachstan belegt, die zum ersten Mal teilnahmen. Verspielt wurde die Qualifikation in den beiden letzten Heimspielen: Nach einem 0:0 gegen Usbekistan wurde mit 1:3 gegen Südkorea verloren, das sich damit den Gruppensieg sicherte.

### 2002
Für die erste WM in Asien konnten sich neben den beiden Co-Gastgebern Südkorea und Japan noch zwei weitere asiatische Mannschaften direkt qualifizieren. Eine weitere hatte die Chance, sich über die interkontinentalen Playoffs zu qualifizieren. In der ersten Runde setzten sich die VAE mit vier Siegen bei zwei Niederlagen gegen den Jemen, Indien und Brunei durch. Dabei gelang mit dem 12:0 gegen Brunei der höchste Länderspielsieg. In der zweiten Runde wurde hinter China, das sich damit erstmals qualifizierte, der zweite Platz vor Usbekistan, Katar und dem Oman belegt. Damit mussten die VAE gegen den Zweitplatzierten der Parallelgruppe antreten. Dies war der Iran und mit 0:1 und 0:3 wurden beide Spiele verloren. Der Iran scheiterte dann aber in den interkontinentalen Playoffs an Irland.

### 2006
In der Qualifikation für die zweite WM in Deutschland mussten die VAE erst in der zweiten Runde antreten und belegten hinter Nordkorea nur den zweiten Platz vor Thailand und dem Jemen. Verspielt wurde die Qualifikation durch ein 0:3 am vorletzten Spieltag in Thailand. Da war dann das abschließende 1:0 gegen Nordkorea wertlos, das zuvor kein Spiel verloren und am Ende einen Punkt mehr als die VAE hatte. Nordkorea scheiterte dann aber in der dritten Runde.

### 2010
In der Qualifikation für die erste WM in Afrika mussten die VAE erst in der dritten Runde eingreifen. In einer Gruppe mit dem Iran, Syrien und Kuwait setzen sich die VAE zusammen mit dem Iran durch, da sie einen Gegentreffer weniger als die punktgleichen Syrer hinnehmen mussten. In der vierten Runde belegten sie dann mit nur einem Remis, aber sieben Niederlagen nur den letzten Platz hinter Süd- und Nordkorea, Saudi-Arabien und dem Iran. Süd- und Nordkorea gelang damit erstmals die gleichzeitige Qualifikation für die WM-Endrunde.

### 2014
In der Qualifikation für die zweite WM in Brasilien mussten die VAE erst in der zweiten Runde antreten und setzten sich mit 3:0 und 2:2 gegen Indien durch. Die dritte Runde, in der Südkorea, der Libanon und Kuwait die Gegner waren, wurde nur mit dem letzten Gruppenplatz abgeschlossen, wobei lediglich das letzte Heimspiel gegen den Libanon gewonnen wurde, als dieser schon für die nächste Runde qualifiziert war. Südkorea konnte sich dann in der weiteren Qualifikation durchsetzen, während der Libanon in der vierten Runde scheiterte.

### 2018
In der Qualifikation für die WM in Russland mussten die VAE erst in der zweiten Runde antreten und trafen dabei auf Saudi-Arabien, Palästina, Malaysia und Osttimor. Mit fünf Siegen, zwei Remis und nur einer Niederlage wurde die Mannschaft drittbester Gruppenzweiter und war damit für die dritte Runde qualifiziert. Hier waren Australien, Japan, wieder Saudi-Arabien, der Irak und Thailand die Gegner. Nachdem Trainer Mahdi Ali im März 2017 nach einem 0:2 gegen Australien zurückgetreten war, wurde im Mai der im April als argentinischer Nationaltrainer entlassene Edgardo Bauza als neuer Nationaltrainer verpflichtet. Am Ende belegten die VAE mit vier Siegen, einem Remis und fünf Niederlagen den vierten Platz. Dabei hatten sie bis zum letzten Spieltag noch die Chance sich zu qualifizieren. Da aber die VAE gegen den Irak verloren, während die zuvor punktgleichen Saudis und Australier ihre Spiele gewannen, verpassten sie damit sogar den dritten Platz, der zu Playoffspielen gegen den anderen Gruppendritten berechtigt.

### 2022
Die Vereinigten Arabischen Emirate mussten erst in der zweiten Runde der Qualifikation antreten. Gegner waren die südostasiatischen Mannschaften Vietnam, Malaysia, Thailand und Indonesien. Die Qualifikation begann für die Araber mit zwei Siegen und zwei Niederlagen im Herbst 2019. Aufgrund der COVID-19-Pandemie fanden im Jahr 2020 keine Spiele statt. Im März 2021 sollte die Qualifikation dann fortgesetzt werden. Tatsächlich ging es erst im Juni weiter und für die Emirate mit vier Siegen. Als einer von acht Gruppensiegern erreichten sie wie die vier besten Gruppenzweiten, zu denen auch Gruppengegner Vietnam gehörte, die dritte Runde. Diese begann im September 2021 mit zwei Remis: 0:0 gegen den Libanon und 1:1 gegen Syrien. Im Oktober folgte eine 0:1-Heimniederlage gegen den Iran und ein 2:2 gegen den Irak. Der November brachte eine 0:1-Niederlage gegen Südkorea und einen 1:0-Sieg im Libanon. 2022 starteten sie zwar mit einem 2:0-Sieg gegen Syrien, verloren dann aber im Iran mit 0:1, womit sie schon vor den beiden letzten Spielen keine Chance mehr hatten sich direkt zu qualifizieren. Nach einer 0:1-Niederlage im Irak bestand zudem das Risiko Platz 3 zu verspielen. Im letzten Spiel wurden dann aber die bereits für die WM qualifizierten Südkoreaner mit 1:0 besiegt und da der Irak gegen Syrien auf „neutralem“ Platz in den Emiraten nur ein 1:1 erreichte, wurde der 3. Platz gesichert. Damit kam es im Juni in Katar zum Play-off-Spiel gegen Australien, das die Emirate mit 1:2 verloren und damit die WM-Endrunde verpassen.

### Weltmeisterschaft 2026
Für die erste WM in drei Ländern – Kanada, Mexiko und den USA – wurde die Zahl der Teilnehmer auf 48 erhöht und den asiatischen Mannschaften drei feste Plätze mehr zugestanden, so dass sich nun acht AFC-Mitglieder direkt qualifizieren können. Eine weitere asiatische Mannschaft nimmt am WM-Play-off-Turnier im März 2026 teil. Die Emirate müssen erst in der zweiten Runde in die Qualifikation einsteigen und treffen dort zwischen November 2023 und Juni 2024 in Hin- und Rückspielen auf Bahrain, den Jemen und Nepal. Gegen Bahrain ist die Bilanz ausgeglichen, gegen Pakistan und Nepal positiv.

## Spieler

### Rangliste der Spieler mit den meisten Einsätzen
- 1. Abdulrahman Mohammad Abdullah, Eissa Meer Abdulrahman, Ibrahim Meer Abdulrahman, Adnan Al-Talyani, Hussain Ghuloum Abbas, Mushin Musabah Faraj, Ali Thani Jumaa, Khalil Ghanim Mubarak und Nasir Khamees Mubarak – je 3 Spiele bei einem Turnier

### Rangliste der Spieler mit den meisten WM-Toren
1. Ali Thani Jumaa und Khalid Ismaïl Mubarak – je 1 Tor

### WM-Kapitäne
- 1990: Fahad Khamees Mubarak (1. Spiel bis zur 57. Minute), Abdulrahman Mohammad Abdullah (2. und 3. Spiel)

### Bei Weltmeisterschaften gesperrte Spieler
- 1990: Yousuf Hussain Mohammad erhielt im zweiten Gruppenspiel die zweite Gelbe Karte und war für das letzte Gruppenspiel gesperrt. Khalil Ghanim Mubarak erhielt im letzten Gruppenspiel die Rote Karte. Da die VAE ausschieden, hatte sie keinen weiteren Effekt mehr auf das Turnier.

### Anteil der im Ausland spielenden Spieler im WM-Kader
Bisher setzten die VAE nur Spieler ein, die in den Vereinigten Arabischen Emiraten spielten.

## Spiele
Die Vereinigten Arabischen Emirate bestritten bisher drei WM-Spiele, die alle verloren wurden. Dabei trafen die Vereinigten Arabischen Emirate nicht auf den Gastgeber, den Titelverteidiger oder WM-Neulinge, aber auf den späteren Weltmeister. Die Niederlagen gegen Kolumbien und Jugoslawien sind die einzigen und damit höchsten gegen diese Länder. Gegen Deutschland steht zudem ein 2:7 und ein 0:2 in späteren Freundschaftsspielen zu Buche.
Alle Spiele sind bisher einmalig.
| Alle WM-Spiele |               |          |                |   |                |          |                                                     |
| Nr.            | Datum         | Ergebnis | Gegner         |   | Austragungsort | Anlass   | Bemerkungen                                         |
| 1              | 9. Juni 1990  | 0:2      | Kolumbien      | * | Bologna, ITA   | Vorrunde | Erstes Spiel gegen eine südamerikanische Mannschaft |
| 2              | 15. Juni 1990 | 1:5      | BR Deutschland | * | Mailand, ITA   | Vorrunde | Erstes Spiel gegen Deutschland.                     |
| 3              | 19.06.1990    | 1:4      | Jugoslawien    | * | Bologna, ITA   | Vorrunde | Erstes Spiel gegen Jugoslawien                      |

## Negativrekorde
Die meisten Turnier-Gegentore:
- 1990: 11 in 3 Spielen

Höchste Niederlage bei einem Turnier:
- 1990: Vereinigte Arabische Emirate – Deutschland und Vereinigte Staaten – Tschechoslowakei jeweils 1:5 in der Vorrunde

Schlechteste Mannschaft der WM-Endrunde 1990 (von der FIFA auf Platz 24 eingestuft).

## Besonderheiten
Mit Eissa und Ibrahim Meer Abdulrahman standen 1990 zwei Zwillingsbrüder im Kader.